# His Unconscious Conscience
Pour plus de détails, voir Fiche technique et Distribution.
His Unconscious Conscience est un film américain réalisé par Charles Avery, sorti en 1917.

## Fiche technique
- Titre original : His Unconscious Conscience
- Réalisation : Charles Avery
- Photographie : O.G. Hill
- Production : Mack Sennett
- Société de production : Keystone
- Société de distribution : Keystone
- Pays d'origine :  États-Unis
- Langue originale : anglais
- Format : noir et blanc — 35 mm — 1,37:1 — Film muet
- Genre : Comédie
- Durée : 10 minutes (une bobine)
- Date de sortie : 
  - États-Unis :16 septembre 1917
- Licence : Domaine public

## Distribution
- Hugh Fay
- James Spencer
- Thomas Persse
- Phyllis Haver
- George Jeske
- William Irving
- Jack Perrin